# Fulakora cleae
Fulakora cleae (лат.) — вид примитивных муравьёв рода Fulakora из подсемейства Amblyoponinae (Formicidae), ранее включавшийся в состав рода Stigmatomma. Назван в честь бразильского мирмеколога Клиа дос Сантос Феррейра Мариано (Clea dos Santos Ferreira Mariano; State University of Santa Cruz, Ilhéus, Бразилия).

## Распространение
Неотропика (Бразилия).

## Описание
Относительно крупные для своего рода земляные муравьи (длина рабочих 4—6 мм, самок около 6 мм) с длинными узкими мандибулами и хорошо развитым жалом. От близких видов отличаются следующими признаками: дорсум головы сильно скульптурирован до вершинного уровня; медиальные клипеальные бугорки разделены. Заднебоковые углы проподеума без бледного пятна. Метанотальный шов отсутствует. Мезосома уже головы. Ноги короткие. Передний край клипеуса зубцевидный; петиоль очень широко прикреплён к 3-му абдоминальному сегменту и без отчётливой задней поверхности; постпетиоль отсутствует.

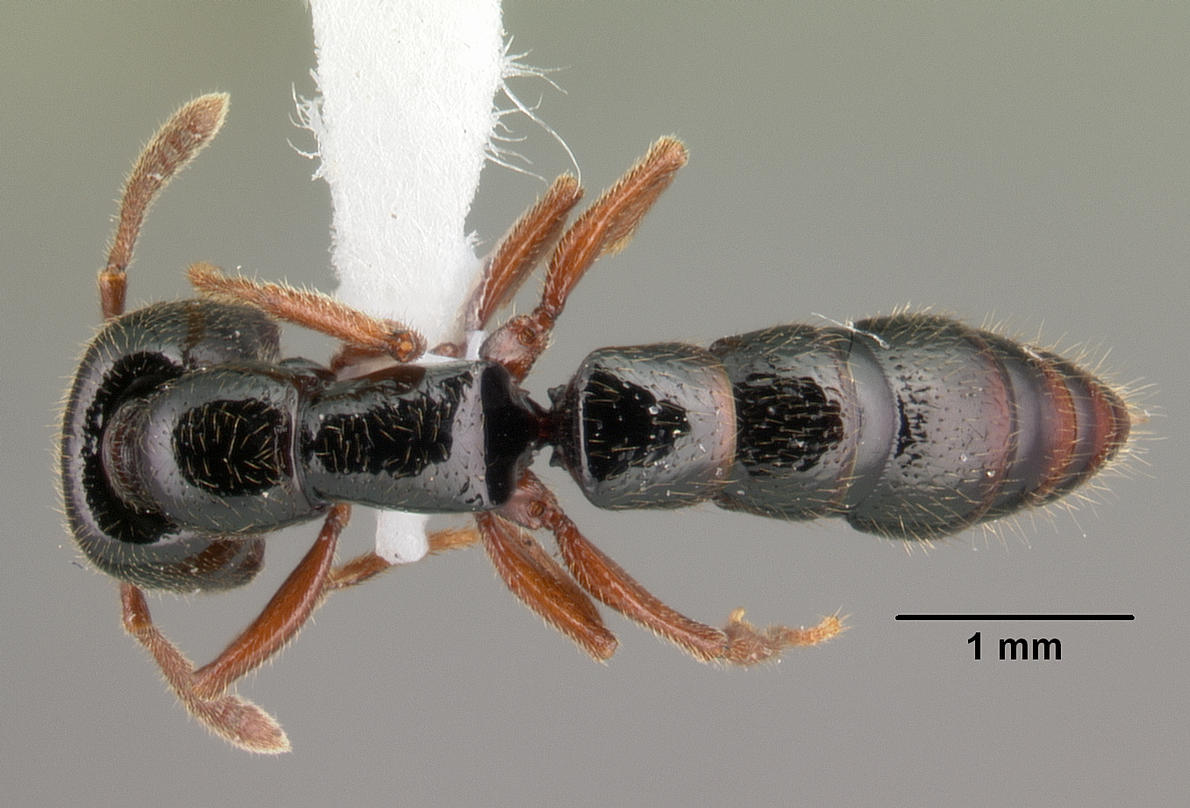
Вид сверху
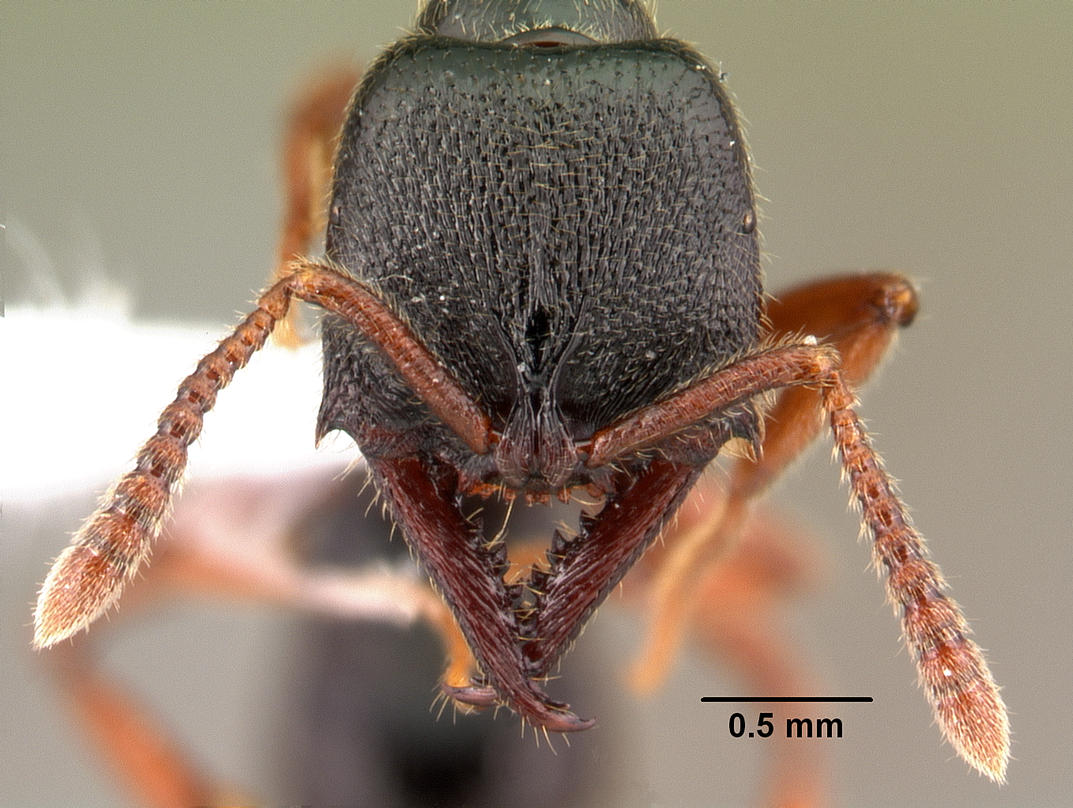
Голова спереди

## Систематика
Вид был впервые описан в 2002 году под названием Amblyopone cleae Lacau & Delabie, 2002. Затем вид включали в состав рода Stigmatomma (подсемейство Понерины). В 2016 году Fulakora был восстановлен из синонимии с Stigmatomma и вид получил современное название.